# Blenda Bruno
Blenda Bruno, egentligen Ebba Blenda Margareta Bostorp,  född Ebba Blenda Margareta Bruno 6 mars 1911 i Uppsala, död 21 mars 1998 i Hultsjö, Sävsjö i Småland, var en svensk skådespelare.
Blenda Bruno är begravd på Vårfrukyrkogården i Enköping.

## Filmografi i urval
- 1941 – Snapphanar
- 1941 – Livet går vidare
- 1941 – I natt – eller aldrig
- 1941 – Fröken Kyrkråtta
- 1941 – Striden går vidare
- 1942 – Jacobs stege
- 1942 – En äventyrare
- 1942 – Kan doktorn komma?
- 1943 – Till er tjänst

## Teater

### Roller (ej komplett)
| År   | Roll       | Produktion                        | Regi           | Teater      |
| ---- | ---------- | --------------------------------- | -------------- | ----------- |
| 1940 |            | Konstnärsblod Emil Wiklander      | Sten Larsson   | Nya Teatern |
| 1941 | Prinsessan | Elddonet (Fyrtøiet) H.C. Andersen | Ingmar Bergman | Sagoteatern |

### Fotnoter
1. ↑  ”Blenda Bruno”. Svensk Filmdatabas. http://www.sfi.se/sv/svensk-filmdatabas/Item/?type=PERSON&itemid=60997&ref=%2ftemplates%2fSwedishFilmSearchResult.aspx%3fid%3d1225%26epslanguage%3dsv%26searchword%3dblenda+bruno%26type%3dPerson%26match%3dBegin%26page%3d1%26prom%3dFalse. Läst 18 februari 2013.
2. ↑  SvenskaGravar
3. ↑  ”Teater Musik Film”. Dagens Nyheter:  s. 9. 16 maj 1940. https://arkivet.dn.se/tidning/1940-05-16/133/9. Läst 8 mars 2025.
4. ↑  ”Elddonet”. Stiftelsen Ingmar Bergman. http://ingmarbergman.se/verk/elddonet. Läst 16 oktober 2015.